# Hallaca

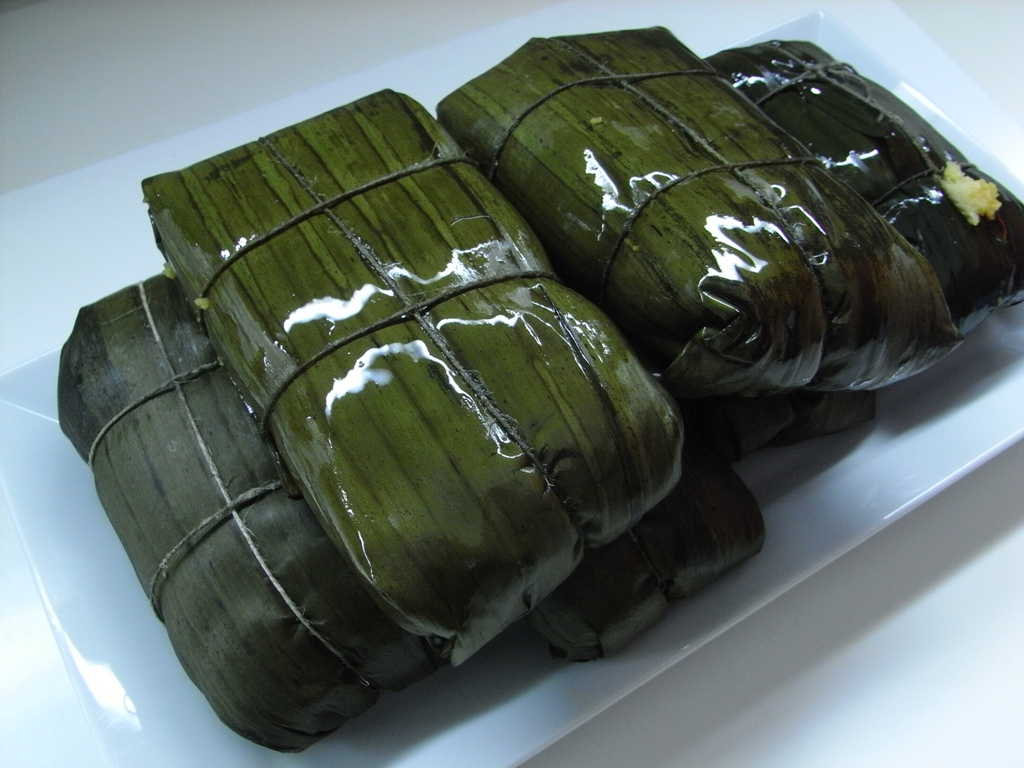
Hallaca recém cozida

Hallaca (transl.:Ahyaca) ou Halhaca é uma iguaria da Culinária Venezuelana. É considerado um dos principais pratos do país. A iguaria é tipicamente servida na ceia natalina, quando são criadas diversas variações do prato. A Hallaca consiste basicamente em um guisado envolto em uma massa empacotada em folhas de bananeira.

## Composição
A Hallaca possui três componentes principais: a folha de bananeira, o guisado e a massa. O guisado é feito com carnes de boi, porco e frango, cebolas, cebolinha, alho-poró, alho, alcaparras, pimentões, tomate, uvas passas, pimenta doce, vinho marsala, vinagre de vinho, açúcar mascavo, farinha de milho e óleo com urucúm, podendo conter sal e pimenta.